# Lubomir Gueraskolv
Lubomir Gueraskolv (Sofía, Bulgaria, 27 de diciembre de 1968) es un gimnasta artístico búlgaro, especialista en la prueba de caballo con arcos, con la que ha logrado ser campeón olímpico en 1988.

## Carrera deportiva
En el Mundial celebrado en Róterdam (Países Bajos) 1987 gana dos bronces: en suelo —tras el chino Lou Yun y el soviético Vladimir Artemov— y en caballo con arcos, tras el soviético Dmitry Bilozerchev que empató con el húngaro Zsolt Borkai.
En los JJ. OO. de Seúl 1988 gana el oro en caballo con arcos, quedando situado en el podio empatado con el húngaro Zsolt Borkai y el soviético Dmitry Bilozerchev.